# Витватерсрандская золотая лихорадка
Витватерсрандская золотая лихорадка — золотая лихорадка, которая началась в 1886 году в Южной Африке и привела к появлению города Йоханнесбурга.
В фольклоре местных племён, кочевавших по равнинам (велду) Южной Африки, имелось множество слухов о местном аналоге Эльдорадо. Также ходило много легенд среди золотоискателей, которые приезжали сюда со всего мира искать своё счастье на аллювиальных месторождениях Бамбертон и Пилгримс-Рест (современная провинция Мпумаланга).
В 1886 году были открыты огромные месторождения золота в Витватерсранде. Научные исследования показали, что так называемая «Золотая дуга», которая простирается от Йоханнесбурга до Велкома, некогда была крупным внутренним озером, ввиду чего ил и золоторудные месторождения рассыпного золота осели в этом районе и сформировали богатые месторождения золота, которыми славится Южная Африка.

## Открытие
Считается, что лихорадка началась в марте 1886 года, когда австралийский золотоискатель Джон Харрисон нашёл здесь первое золото. Он подал документы для получения лицензии на землю тогдашнему правительству Южно-Африканской республики Трансвааль, вследствие чего территория была объявлена открытой. Открытие Харрисона запечатлено в истории памятником, который появился на месте выступления первых золотоносных слоёв. Также в его честь назван парк. По иронии судьбы он, как полагают, продал свою лицензию меньше чем за 10 фунтов, прежде чем покинуть эту землю. С тех пор о нём больше никто не слышал.
Существует предположение, что Харрисона вынудили продать лицензию и оставить прииск. Одна из версий состоит в том, что он был убит по дороге домой.

## Основание Йоханнесбурга
Прошло не так много времени после открытия, как эта территория стала местом прибытия различных искателей приключений и удачи со всего мира. Вскоре грязные горные сёла, сосредоточенные в районе лагеря Феррейра, сформировались в одно поселение. Сначала правительство Трансвааля не верило, что лихорадка продлится долго, и выделило небольшой треугольный участок земли под строительство города, чтобы поместить там столько строений, сколько будет возможно. По этой причине центральные улицы деловых районов Йоханнесбурга весьма узкие.
За десять лет город Йоханнесбург стал крупнейшим городом в Южной Африке — его рост опережал рост Кейптауна, бывшего до этого крупнейшим городом на юге Африки более 200 лет. Во время золотой лихорадки наблюдалось массовое развитие Йоханнесбурга и всего Витватерсранда. Впоследствии эта территория стала наиболее урбанизированным районом Южной Африки. Открытие золота также привело к формированию целой прослойки сверхбогатых шахтёров и промышленников, известных как «рандлорды».

## Вторая англо-бурская война
Весьма характерной была пророческая реакция последнего президента Трансвааля Пауля Крюгера на находку золота в Витватерсранде: «Не говорите мне про золото. Это металл, от которого получают меньше пользы, чем распрей, несчастий и невзгод… Я говорю вам: каждая унция, изъятая из нашей земли, повлечёт за собой потоки слёз и крови тысяч лучших из нас».
Витватерсрандская лихорадка стала одной из основных причин неудачного рейда Джеймсона (1895—1896 годы) и решения Великобритании начать Вторую англо-бурскую войну (1899—1902 годы). Буры были возмущены большим числом иностранных рабочих — «ойтландеров» в Витватерсранде. Поэтому бурское правительство повысило налоги и отказало золотоискателям в праве голоса на выборах. В ответ ойтландеры и британцы-владельцы шахт начали протестовать с целью свергнуть правительства Трансвааля и Оранжевой республики.